# Солончук Людмила Леонідівна
Солончук Людмила Леонідівна (26 червня 1965, м.Умань Черкаської області) – українська поетеса. Членкиня Національної спілки письменників України (2005), делегат 5-го з’їзду письменників України. Лауреатка Всеукраїнської літературної премії імені О.Олеся.

## Життєпис
Людмила Солончук народилася 26 серпня 1965 року в м.Умань Черкаської області. Закінчила Ватутінське медичне училище. Потім навчалася в Уманському державному педагогічному університеті імені П.Г.Тичини. 

Нині працює керівником районного літературно-мистецького об’єднання «Звенигора». Проживає в м. Звенигородка Черкаської області.

Бере участь у зустрічі зі школярами і студентами.

## Творчість
Людмила Леонідівна – всебічно обдарована особистість. Вона є авторкою слів і музики низки пісень. Збірка «Спів двох сердець» є спільною з композитором Володимиром Постолакою [Архівовано 4 лютого 2020 у Wayback Machine.]. Співпрацювала з композитором Володимиром Цибою. Пісні на слова поетеси нині виконують як професійні, так і самодіяльні митці: Черкаський державний академічний заслужений український народний хор, Звенигородська народна аматорська хорова капела [Архівовано 8 серпня 2020 у Wayback Machine.], Ватутінський ансамбль «Оберіг», Ступичнянський ансамбль "Чотири броди" та окремі виконавці. Пише для дорослих та дітей молодшого шкільного віку. 

Як член журі брала участь в конкурсі «Х конкурс читців поезії Т.Г.Шевченка»

Поетичні збірки:
- 2002 – «Дожниця»;
- 2003 – «Птах туману»;
- 2004 – «Поки летить стріла»;
- 2007 – «Візьми мене до раю»;
- 2008 – «Мелодія двох сердець» (збірка пісень);
- 2009 – «Чекання вишневого Бога»;
- 2013 – «На спокутницькій тверді»;
- 2015 – «Спасівчане небо»;
- 2016 – «Найкраще сузір’я – моя Україна» (збірка авторських пісень);
- 2017 – «Душа чекає квіту щастя» (збірка авторських пісень).

Збірки для дітей:
- 2010 – «Каштанове малятко»;
- 2012 – «Прилітай журавлику»;
- 2015 – «Вітер у гостях» (спільна праця поетки з учнями і викладачами Звенигородської художньої школи, які створили ілюстрації до віршів.

## Участь  у періодичних виданнях
Публікації в газетах: Літературна Україна

## Премії
Людмила Леонідівна Солончук має низку премій.
- лауреатка Всеукраїнської премії ім.Олександра Олеся за збірку лірики «Візьми мене до раю» (2007);
- лауреатка літературної премії ім. Василя Мисика за збірку віршів «Чекання вишневого Бога» (2010);
- лауреатка Першого Міжнародного літературного конкурсу «Козацька балачка [Архівовано 18 лютого 2020 у Wayback Machine.]» (2011)[5];
- лауреатка Міжнародного літературно-наукового конкурсу ім. Воляників-Швабінських (США).